# 維多利亞線
維多利亞線（英語：Victoria line）是倫敦地鐵的一條路線，大致呈西南至東北向貫穿倫敦市。在路線圖上用淺藍色來表示。與倫敦地鐵其他路線不同的是，除了七姊妹站以北一段連接諾森柏蘭公園車廠的支線外，全條路線位處地底。
維多利亞線每年的使用人數高達2億人次，在倫敦地鐵11條路線中排第六；若以每英里平均車程數計算，維多利亞線則是使用率最高的路線。此線車站的月台長達 132.6 米，並特意設計成稍為傾斜狀，因地心吸力的關係，這種設計有助列車抵站時減速，或離站時加速；能夠節省5%的能量，列車運行時亦能節省9%的時間。

## 歷史
興建連接維多利亞站和沃森斯托之地鐵路線的計劃，首先於1948年由英國交通委員會（British Transport Commission）所提出。委員會指出，興建這條路線有助紓緩市中心一帶交通擠塞的情況。1955年，有關法案被提交至英國國會，其中提到建造一條由維多利亞站至Wood Street站的地鐵路線。同一時間，也有建議指這條路線日後可南延至區域線的富咸大道站。
1962年，維多利亞線的維多利亞站至沃森斯托中央一段正式動工，其中沃森斯托中央至高貝利伊斯靈頓段率先於1968年9月1日通車，當時並沒有任何開幕儀式慶祝路線開通。同年12月1日，高貝利伊斯靈頓至華倫街段通車，同樣不設任何開幕儀式。值得一提的是，當局早於1959年便在七姊妹道地底挖掘了一條隧道作測試用途，現在成了維多利亞線行車隧道的一部分。1969年3月7日，華倫街至維多利亞段投入服務。倫敦地鐵於維多利亞站舉行了開幕典禮，由英女王伊利沙伯二世所主持。
1967年5月，倫敦交通委員會（London Transport Board）開始着手興建維多利亞線餘下的維多利亞站至布里克斯頓一段，在Bessborough Gardens一帶進行前期工程；但到了8月才正式獲批准動工，而新增皮姆利科站的計劃亦在1968年8月獲批。布里克斯顿至維多利亞站段最终在1971年通車。
「維多利亞線」一名早於1955年已經出現。當時，也有人建議按照貝克盧線的命名方式，將此線命名為「Walvic line」或是「Viking line」。此線尚在規劃階段時，又被稱為「Route C」；最後才一錘定音，以路線上的維多利亞站命名。
維多利亞線的一大用途是紓緩其他地鐵路線（尤其是皮卡迪利線）的擠塞情況，為部分乘客提供更直接的鐵路服務。根據維多利亞線原本的走線計劃，此線在沃森斯托中央站後，會延伸至國鐵的木街站，更有建議指出可繼續延伸至中央線的南伍特福或伍特福站。後來於1961年，當局決定以沃森斯托中央站作北行終點站，上述計劃最終並沒有實現。
除了皮姆利科站外，維多利亞線所有車站都是轉乘站，其中部分車站更採用了跨月台轉乘設計，其中一種辦法是在現存月台的另一面興建新月台，如在位於中心地帶、非常繁忙的牛津圓環站建造維多利亞線月台時，便選擇了在兩個貝克盧線月台的背面建造新月台。史托威爾及尤斯頓站（轉乘北線）也採用了類似的方法建造維多利亞線月台。在另外一些車站，甚至需要讓維多利亞線列車使用原有月台，原有路線使用該月台的列車則改用新建的月台，以此達成跨月台轉乘；使用這設計的轉線站分別有高貝利伊斯靈頓（國鐵北城線）和分斯伯利公園站（皮卡迪利線）。
維多利亞線車站的獨特之處，是月台壁上有着以瓷磚鋪成的圖案設計，各站各有不同。圖案設計可與站名、所在地或附近建築物有關，並有助乘客分辨不同的車站。在70年代興建銀禧線時，該線新建的車站亦跟隨維多利亞線，加入圖案設計。其中兩線的交匯處格林公園站更一度統一為橙色底黑色樹葉圖案，取代了原本的白色底綠色樹葉版本，直至2009年才改用本來的設計。
在2010年，基於車廂與月台高度一直存在偏差，對輪椅使用者登車時造成不便，倫敦地鐵當局在全線車站（皮姆利科站除外）的月台上進行工程，把月台局部提高130毫米，使部分月台「隆起」（platform humps），方便輪椅使用者登車，同時亦使車站設計符合有關禁止歧視殘疾人士的法律。

## 車站列表
| 所屬 收費區 | 無障礙設施 | 中文站名           | 英文站名 | 轉乘路線                                                                                  | 所在地         |
| ----------- | ---------- | ------------------ | -------- | ----------------------------------------------------------------------------------------- | -------------- |
| 3           |            | 沃爾瑟姆斯托中央   |          | 李河谷線 （站外轉乘：沃爾瑟姆斯托女王路 福音橡至巴金線 ）                                 | 沃爾瑟姆森林區 |
| 3           |            | 黑馬路             |          | 福音橡至巴金線                                                                            | 沃爾瑟姆森林區 |
| 3           | ✓          | 托定咸谷           |          |                                                                                           | 哈林蓋區       |
| 3           |            | 七姊妹             |          | 李河谷線、                                                                                | 哈林蓋區       |
| 2           | ✓          | 芬斯伯里公園       |          | 皮卡迪利線、                                                                              | 伊斯靈頓區     |
| 2           |            | 高貝利及伊斯靈頓   |          | 東倫敦線、 北倫敦線、                                                                     | 伊斯靈頓區     |
| 1           | ✓          | 國王十字聖潘克拉斯 |          | 環線、 漢默史密斯及城市線、 大都會線、 北線、 皮卡迪利線、                                | 卡姆登區       |
| 1           |            | 尤斯頓             |          | 北線、 沃特福德直流電鐵線、 （站外轉乘：尤斯頓廣場 環線、 漢默史密斯及城市線、 大都會線） | 卡姆登區       |
| 1           |            | 華倫街             |          | 北線 （站外轉乘：尤斯頓廣場 環線、 漢默史密斯及城市線、 大都會線）                        | 卡姆登區       |
| 1           |            | 牛津圓環           |          | 貝克盧線、 中央線 （站外轉乘：龐德街 銀禧線、 伊利沙伯線）                                | 西敏市         |
| 1           | ✓          | 綠園               |          | 銀禧線、 皮卡迪利線                                                                       | 西敏市         |
| 1           | ✓          | 維多利亞           |          | 環線、 區域線、                                                                           | 西敏市         |
| 1           |            | 皮姆利科           |          |                                                                                           | 西敏市         |
| 1及2        | ✓          | 沃克斯霍爾         |          |                                                                                           | 蘭貝斯區       |
| 2           |            | 斯托克韋爾         |          | 北線                                                                                      | 蘭貝斯區       |
| 2           | ✓          | 布里克斯頓         |          |                                                                                           | 蘭貝斯區       |

## 車務資料

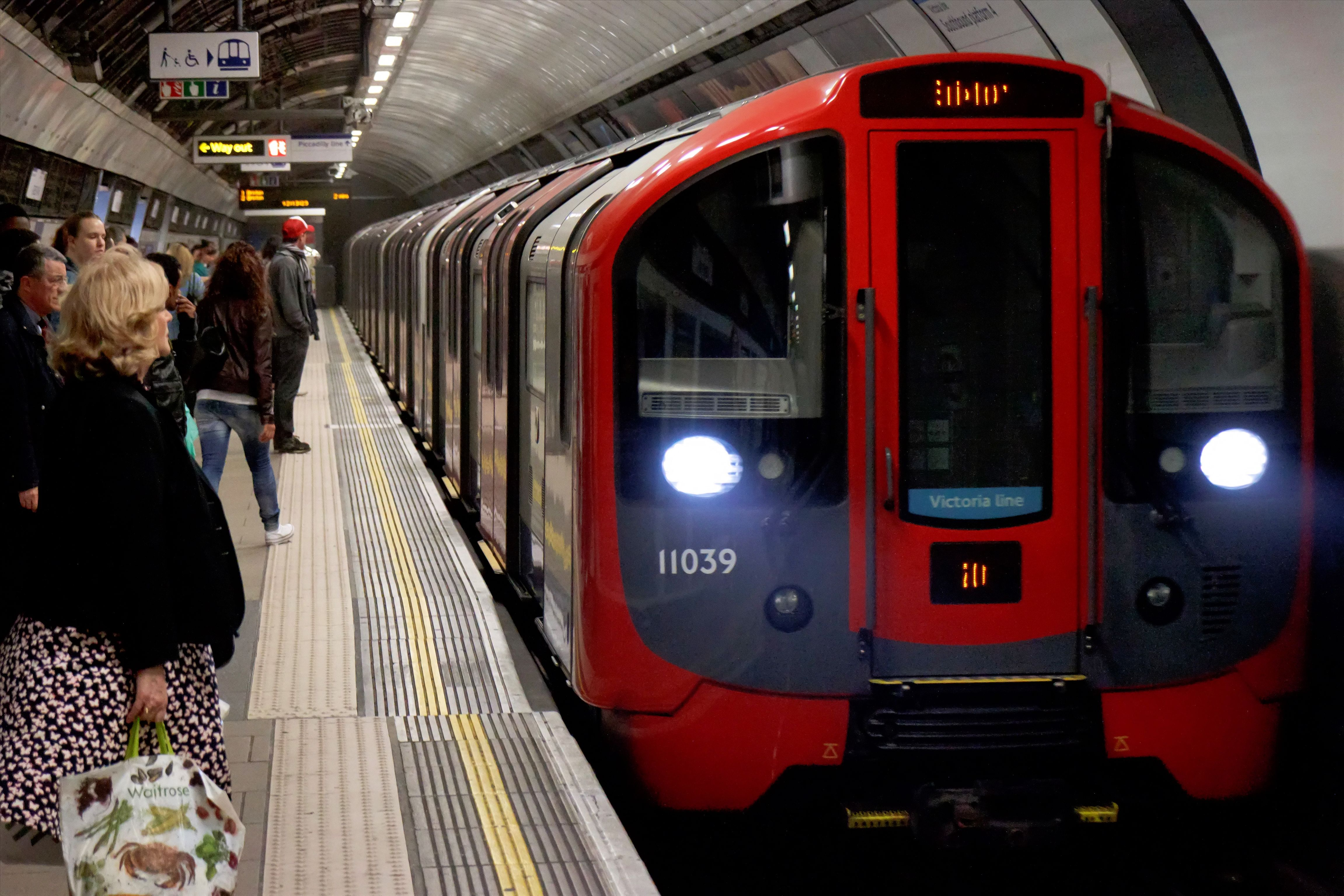
2009年型電動列車

維多利亞線的列車班次在繁忙時間可高達2分鐘一班。每5班列車中，只有大約3班會行走全條路線；其他列車則以七姐妹站為終點站，該站亦比其他站多出一個月台，供以此站為終點站的列車使用。
維多利亞線剛開通時，共配置有316節1967年型列車，以8節為一編組，共有39列列車編組及4個後備車廂。後來，部分第一代1972年型列車經過改裝，與1967型列車組成混合編組，改為於本線上行駛。第一代1972型電動列車於本線投入服務後，一共有43列列車編組，每列共有8節。2009至2011年期間，這些列車逐漸被2009年型列車所取代，現在已全數退役（見下文）。
本線自1968年通車起，一直採用自動列車運行裝置系統，駕駛室的司機只需要控制車門，在列車離站時按下按鈕。若前方一段距離內沒有其他列車，系統便會自動控制車速駕駛列車到下一站。維多利亞線亦是全世界第一條採用自動列車運行裝置的鐵路路線。
倫敦交通局於2009年7月為維多利亞線更換列車，是其花費一百億英鎊改善及加強地鐵服務計劃的一部分。新列車由龐巴迪運輸生產，名為2009型列車。第一批2009型電動列車之樣板率先於2008年試車，並於2009年投入服務。新列車比其他深層管道路線的列車較為寬闊，各節車廂長度也比較長，故不能在其他深層管道路線行走。2011年6月30日，1967型列車最後一天行走，標誌着該款列車已完全退役，路線上只有2009型列車行走。
除了上述更換列車外，倫敦交通局亦選擇了西屋公司所研製的ATO系統，以取代過往的系統，並稱此為全球第一宗升級舊有ATO系統的案例。為配合新系統，倫敦交通局亦更改本線時間表，使本線每小時共有33班列車行走，比以往的27班列車多出6班。更換列車和升級ATO系統兩者一共使維多利亞線的行車容量提升21%，相等於每小時多容納約10000名乘客。

### 車廠

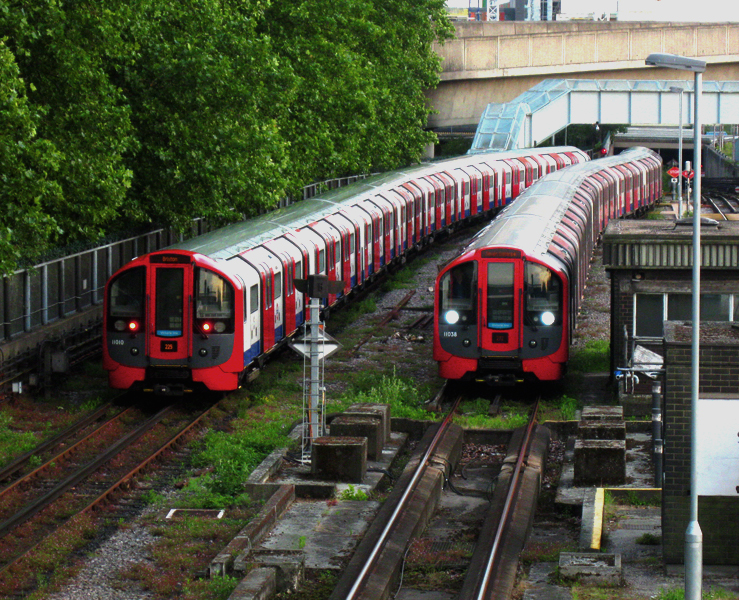
諾森柏蘭公園車廠

諾森柏蘭公園車廠是維多利亞線的專用車廠，負責對列車進行維修或存放列車。維多利亞線唯一的非地底路段正是連接主線及車廠之路段，為七姐妹站以北的一條支線。車廠位於哈林蓋區的托登罕（Tottenham）內，國鐵諾森柏蘭公園站旁邊；於1968年維多利亞線第一段開通時已經開始運作。為了配合2009型電動列車投入服務，倫敦交通局曾經擴建車廠及改善車廠設備。

## 未來發展

### 路線及車站設備
受到財政預算等種種限制，維多利亞線的車站建設往往較其他地鐵路線落後。在沃森斯托中央、黑馬大道和托登罕谷三站，月台較為狹窄，而且沒有裝上白色的天花板，只是把隧道壁塗上黑色，使月台顯得比較陰暗。至於在不少車站均可發現，連接大堂和月台的上行及下行電梯之間設置了一條樓梯，這條樓梯正是安裝第三條電梯的預留位置。由於上下各自只有一條電梯，擠塞情況常在繁忙時間出現；當兩部電梯同時故障時，車站便會因安全理由而臨時關閉。在這些車站之中，布里克斯頓站和沃克斯豪爾站分別於2004及2006年利用此預留位置安裝第三條電梯。此外，由於車站缺乏空間，一些大型裝置及設備需要放置於月台的盡頭處，並圍上欄杆以防止閒雜人等進入。

### 增設車站
英超球會之一的熱刺及其球迷曾建議在諾森柏蘭公園車廠附近興建新的地面車站，以服務其主場 - 白鹿徑球場；並得到哈林蓋區政府的支持。此車站能使球迷更容易到達球場，熱刺也能夠因球場人流增加而擴建球場。但有關研究指出，興建車站的用地為Network Rail所有，Network Rail 亦表示該土地是其未來發展之預留土地的一部分。哈林蓋區政府於2012年出版的一份曾指出現在的維多利亞線「有潛力」（have potential）延伸至諾森柏蘭公園。

### 延伸至 Herne Hill
多年來一直有建議指出可將維多利亞線由布里克斯頓南延一個站至國鐵 Herne Hill 站，並設置環形迴車道，上面設一個月台。建設延線可令列車不用於布里克斯頓站掉頭，使路線能容納更多列車行駛，可是由於造價過高，延線計劃一直被擱置。

## 腳註

## 外部連結
- . British Pathe.   [22 January 2013].
- . Clive's UndergrounD Line Guides. 30 December 2007  [11 July 2008].
- . Tube Prune. 15 March 2003  [11 July 2008].
- . Alwaystouchout.com. 8 September 2006  [11 July 2008].
- . 22 October 2012  [30 January 2013].

- London Transport Museum Poster Archive – 維多利亞線各站瓷磚圖案設計

| - 布里克斯頓站 - 史托威爾站 - 沃克斯豪爾站 - 皮姆利科站 | - 維多利亞站 - 格林公園站（第二版） - 牛津圓環站（第二版） - 華倫街站 | - 尤斯頓站 - 國王十字聖潘克拉斯站 - 高貝利伊斯靈頓站 - 分斯伯利公園站 | - 七姐妹站 - 托登罕谷站 - 黑馬大道站 - 沃森斯托中央站 |